# يان-ديريك سورينسن
يان-ديريك سورينسن (بالنرويجية البوكمول: Jan-Derek Sørensen)‏ هو لاعب كرة قدم نرويجي في مركز الهجوم، ولد في 28 ديسمبر 1971 في أوسلو في النرويج. شارك مع منتخب النرويج لكرة القدم. أما مع النوادي، فقد لعب مع بوروسيا دورتموند ونادي بودو/غليمت ونادي روسنبورغ ونادي فوليرينغا ونادي لين.

## وصلات خارجية
- يان-ديريك سورينسن على موقع اتحاد النرويج (النرويجية)
- يان-ديريك سورينسن على موقع قاعدة بيانات كرة القدم.إي يو (الإنجليزية)
- يان-ديريك سورينسن على موقع بيانات كرة القدم. دي إي (الألمانية)
- يان-ديريك سورينسن على موقع ناشيونال فوتبول تيمز (الإنجليزية)
- يان-ديريك سورينسن على موقع عالم كرة القدم.نت (الإنجليزية)
- يان-ديريك سورينسن على موقع IMDb (الإنجليزية)